# رادوفان إيفكوفيتش
رادوفان إيفكوفيتش هو لاعب كرة قدم كرواتي في مركز الهجوم، ولد في 26 مارس 1989 في فيروفيتيكا في كرواتيا. لعب مع هايدوك كولا.

## وصلات خارجية
- رادوفان إيفكوفيتش على موقع قاعدة بيانات كرة القدم.إي يو (الإنجليزية)
- رادوفان إيفكوفيتش على موقع Soccerbase.com (لاعب) (الإنجليزية)
- رادوفان إيفكوفيتش على موقع Soccerway.com (الإنجليزية)